# Tanque ligero Mk VI
El Mk VI fue un tanque ligero británico, producido por Vickers-Armstrong a fines de la década de 1930 y empleado durante las primeras etapas de la Segunda Guerra Mundial.

## Historia y desarrollo

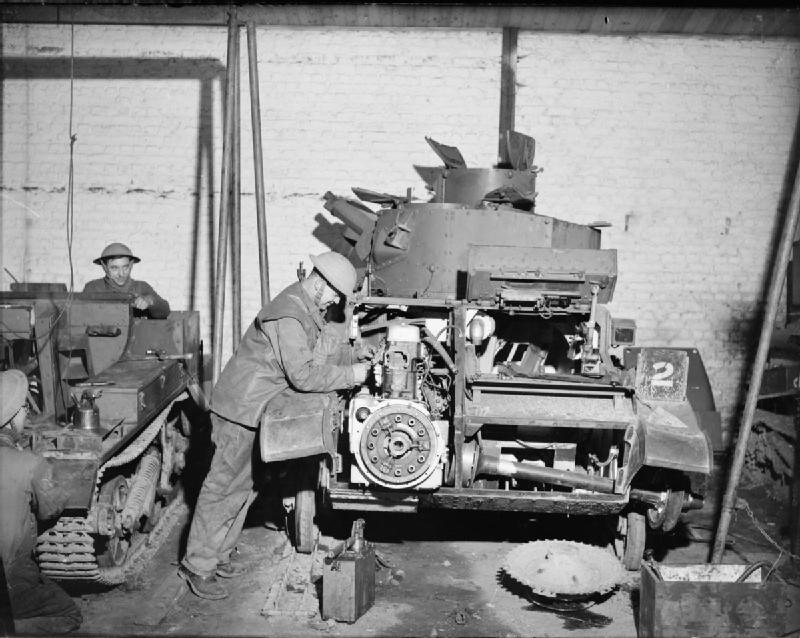
Un Mk VI en mantenimiento, Francia, 1940. Se puede observar la ubicación del motor al lado del puesto del conductor.

El Mk VI fue el sexto vehículo de la serie de tanques ligeros construida por Vickers-Armstrong para el Ejército Británico durante el período de entreguerras. La compañía había alcanzado un grado de estandarización con sus cinco modelos anteriores, siendo el Mk VI idéntico, salvo algunos aspectos. La torreta, que había sido ampliada en el Mk V para permitir que una tripulación de tres hombres operase el tanque, fue ampliada aún más en su parte posterior para alojar un equipo de radio. El peso del tanque se incrementó a 4,93 t, pero a pesar de ser más pesado que los modelos previos, se mejoró su maniobrabilidad y fue equipado con un motor de 88 cv para incrementar su velocidad máxima a 56 km/h. Tenía el sistema de suspensión Horstmann mediante resortes, que era durable y fiable, a pesar del hecho que el tanque era corto en relación con su ancho y que saltaba violentamente sobre terreno accidentado, haciendo que sea sumamente difícil apuntar y disparar su armamento principal en movimiento. El Mk VI tenía una tripulación de tres hombres, compuesta por el conductor, el artillero y el comandante, que también desempeñaba la función de operador de radio. Su blindaje tenía un espesor entre 4 mm y 14 mm, capaz de resistir disparos de fusil y ametralladora. Su armamento consistía en una ametralladora Vickers .50 de 12,7 mm y una ametralladora Vickers de 7,70 mm enfriada por agua.
La producción del Mk VI se inició en 1936 y finalizó en 1940, construyéndose 1.682 unidades. Mucnos de estos eran variantes diseñadas para resolver problemas del modelo original. Al Mk VIA se le retiró el rodillo de retorno ubicado encima del boje principal, para instalarlo al costado del casco, además de tener una cúpula facetada. El Mk VIB era mecánicamente idéntico al Mk VIA, pero con algunas diferencias mínimas para simplificar su producción, como una rejilla blindada de una sola pieza sobre el radiador en lugar de una de dos piezas y una cúpula simple en lugar de una facetada. Al Mk VIC, que fue el último de la serie Mk VI, se le retiró la cúpula del comandante, tenía bojes más anchos y tres carburadores para mejorar el desempeño del motor; también tenía un armamento más potente que el de los otros modelos, al reemplazar las ametralladoras Vickers de 12,7 mm y 7,70 mm con ametralladoras Besa de 15 mm y 7,92 mm. También se construyó una pequeña cantidad de variantes especializadas basadas en el chasis del Mk VI. El Tank, Light, AA Mk I fue construido después de la Batalla de Francia y fue destinado como arma antiaérea ante los ataques de aviones alemanes. Tenía una torreta motorizada, armada con cuatro ametralladoras Besa de 7,92 mm; se produjo un AA Mk II que era mecánicamente similar, pero tenía mejoras tales como miras de mejor calidad para las ametralladoras y una torreta más grande para un acceso más sencillo. Una variante del Mk VIB fue producida para el Ejército del Raj británico, en la cual se retiró la cúpula del comandante y fue reemplazada por una escotilla en el techo de la torreta.

## Historial de combate
Cuando el Mk VI fue producido en 1936, el Cuartel General Imperial consideró al tanque como superior a cualquier otro tanque ligero producido por otros países, así como muy adecuado para los papeles de reconocimiento y guerra colonial. Como muchos de sus predecesores, el Mk VI fue empleado por el Ejército Británico para efectuar tareas de control en el India británica y otras colonias del Imperio británico ; un papel en el cual demostró ser muy adecuado junto a los otros tanques ligeros Vickers-Armstrong. Cuando el gobierno británico inició su proceso de rearme en 1937, el Mk VI era el único tanque que la War Office tenía preparado el inicio de su producción; el desarrollo de un tanque medio para el Ejército tuvo severos problemas después de la cancelación del propuesto tanque medio de 16 toneladas en 1932 debido a los costos del programa, mientras que los modelos más baratos solamente eran prototipos con múltiples problemas mecánicos. En consecuencia, cuando empezó la Segunda Guerra Mundial en setiembre de 1939, la gran mayoría de los tanques disponibles para el Ejército Británico eran Mk VI; había 1.002 tanques ligeros Mk VI, 79 tanques de crucero Mk I y Mk II y 67 tanques de infantería Matilda Mk I. De todos estos, solamente 196 tanques ligeros y 50 tanques de infantería estaban en servicio con unidades operativas del Ejército.
Al comienzo de la Batalla de Francia en mayo de 1940, la mayoría de los tanques de la Fuerza Expedicionaria Británica eran variantes del Mk VI; los siete regimientos de caballería de división del Royal Armoured Corps, las principales formaciones blindadas de la Fuerza Expedicionaria Británica, igualmente estaban equipados con 28 Mk VI cada uno. La Primera División Blindada, de la cual algunos elementos habían desembarcado en Francia en abril, estaba equipada con 257 tanques, de los cuales una gran cantidad eran Mk VIB y Mk VIC. El 3er Real Regimiento de Tanques, que formaba parte de la 3ª Brigada Blindada, tenía en aquel entonces 21 tanques ligeros Mk VI. En 1940, el Ejército Británico perdió 331 tanques ligeros Mk VI en la Batalla de Francia.
El Mk VIB también fue empleado en la Campaña del Norte de África contra los italianos a fines de 1940 por la 7ª División Blindada. En aquel entonces, los británicos tenían 200 tanques ligeros (posiblemente el Mk VIB) junto a 75 tanques de crucero (A9, A10, A13) y 45 Matilda II. Un ataque del 3º de Húsares en Buq Buq el 12 de diciembre de 1940 hizo que los tanques se atasquen en salares y tuviesen importantes bajas. En diez minutos, fueron destruidos 13 tanques, murieron diez oficiales y soldados - entre ellos el comandante - y 13 resultaron heridos. A la 7ª División Blindada le quedaba 100 tanques el 3 de enero de 1941; estos se incrementaron a 120 el 21 de enero, siendo empleados para flanquear hacia la retaguardia y reunir soldados italianos dispersos, a veces uniéndose o dejando los ataques principales a los tanques de crucero o a los Matilda II. Durante un combate en Mechili el 24 de enero de 1941, seis Mk VI fueron destruidos por los recién llegados tanques medios italianos M13/40 que no tuvieron bajas, obligando a los británicos a retirarse hasta la llegada de los tanques de crucero. El 2º Real Regimiento de Tanques continuó luchando contra los italianos con tanques ligeros en una fecha tan tardía como el 6 de febrero de 1941.
Siendo ampliamente utilizado por el Ejército británico, este tanque participó en varias batallas importantes. El Mk VIB formó el grueso de los tanques enviados a la Batalla de Grecia en 1941, la mayoría de estos con el 4º de Húsares. Diez Mk VIB lucharon con el 3º de Húsares del Rey durante la Batalla de Creta. La misma unidad blindada había embarcado anteriormente tres Mk VIB para la Campaña de Noruega, pero se perdieron durante la travesía debido a un ataque aéreo alemán. Estos tanques también fueron empleados de forma limitada contra los japoneses en Malasia.

## Usuarios
- Reino Unido
- Australia
- Canadá
- Egipto
- Nueva Zelanda

## Galería

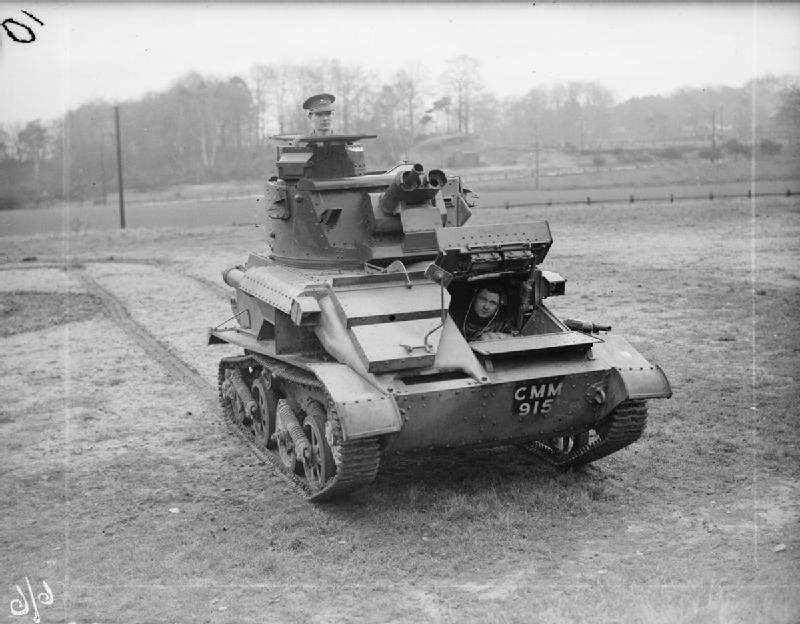
El Mk.VIA del 3rd King's Own Hussars.
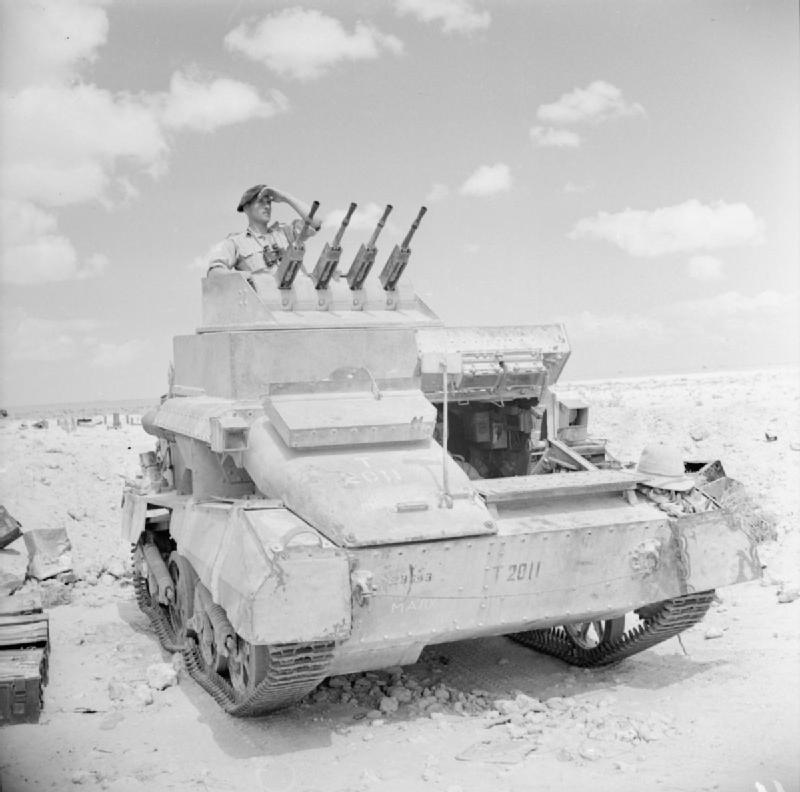
Light Tank AA Mk I.
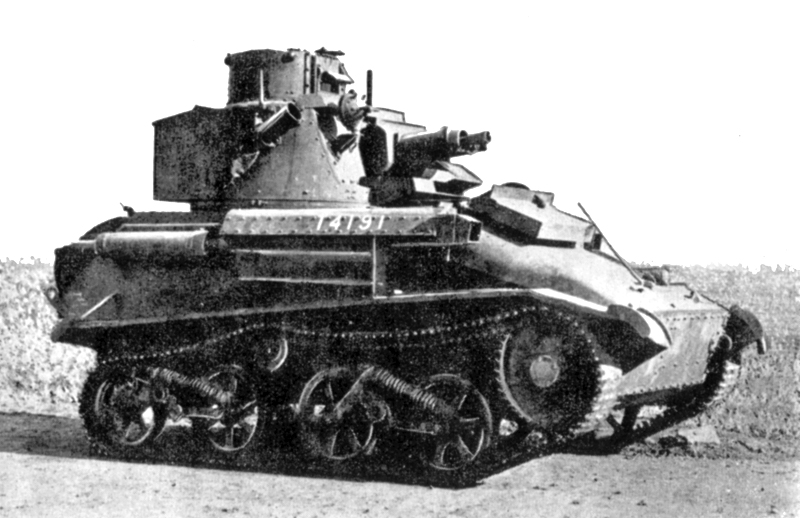
Un Mk VIB.
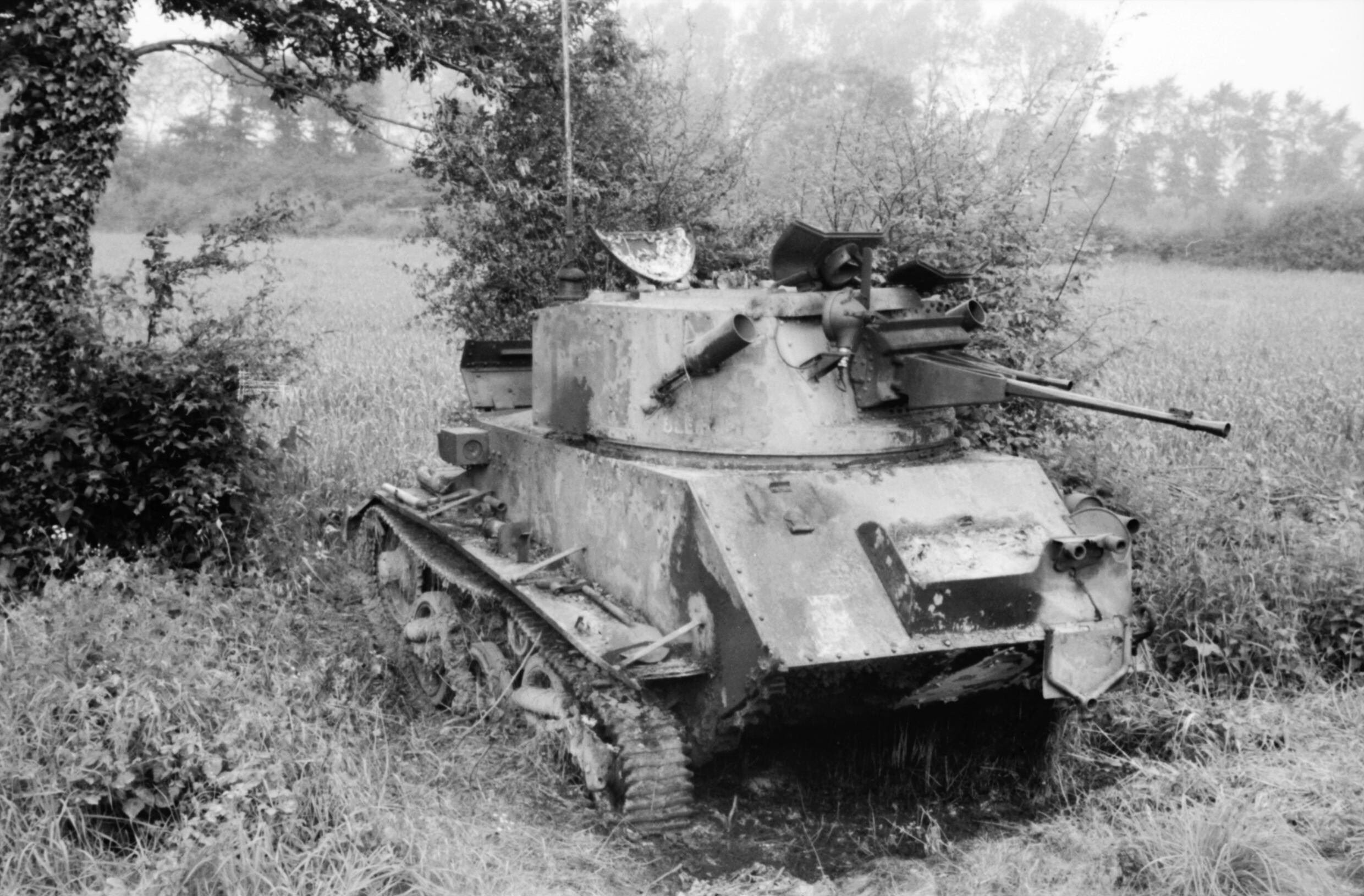
Un Mk VIC puesto fuera de combate el 27 de mayo de 1940 en el sector del Somme.
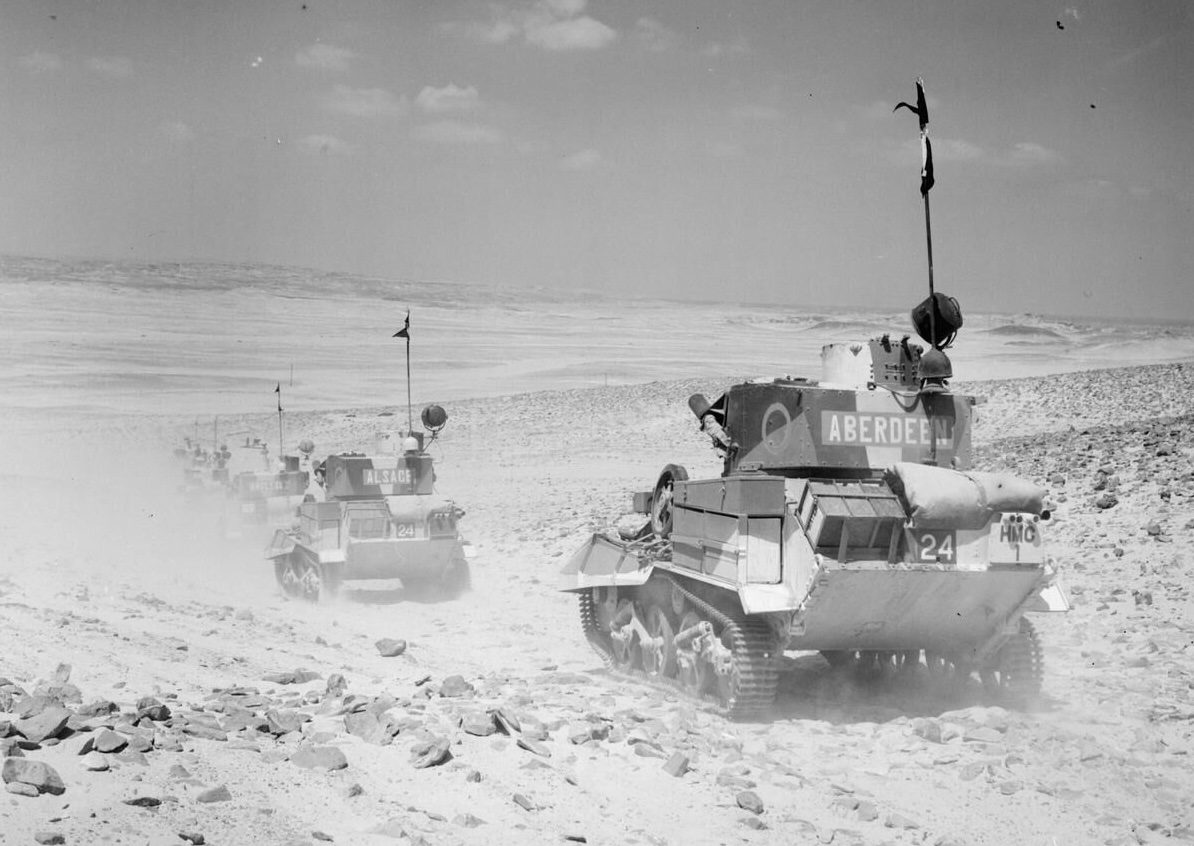
Tanques ligeros Vickers cruzando el desierto, 1940.